# Zachodnia Białoruś

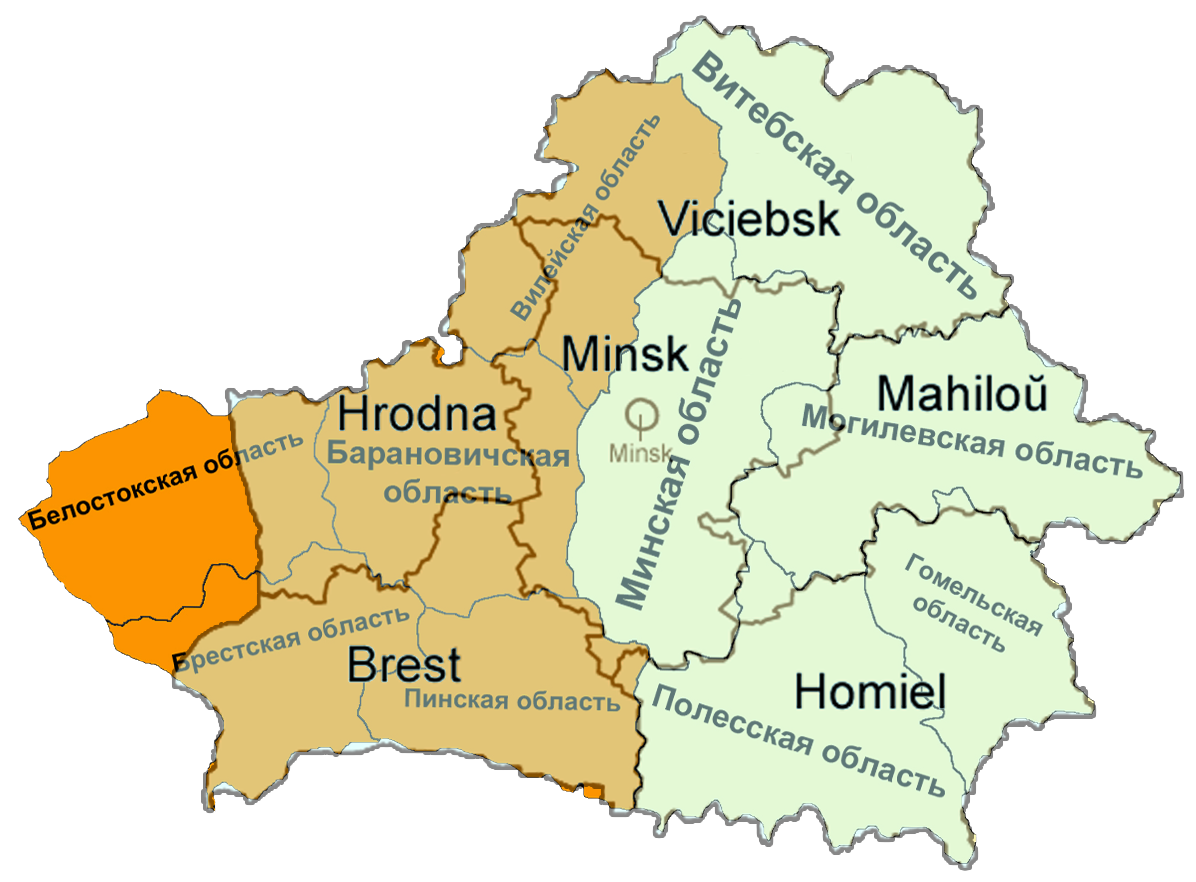
Zachodnia Białoruś w obecnych granicach (kolor brązowy) i w granicach z 1940 roku (brązowy oraz pomarańczowy)

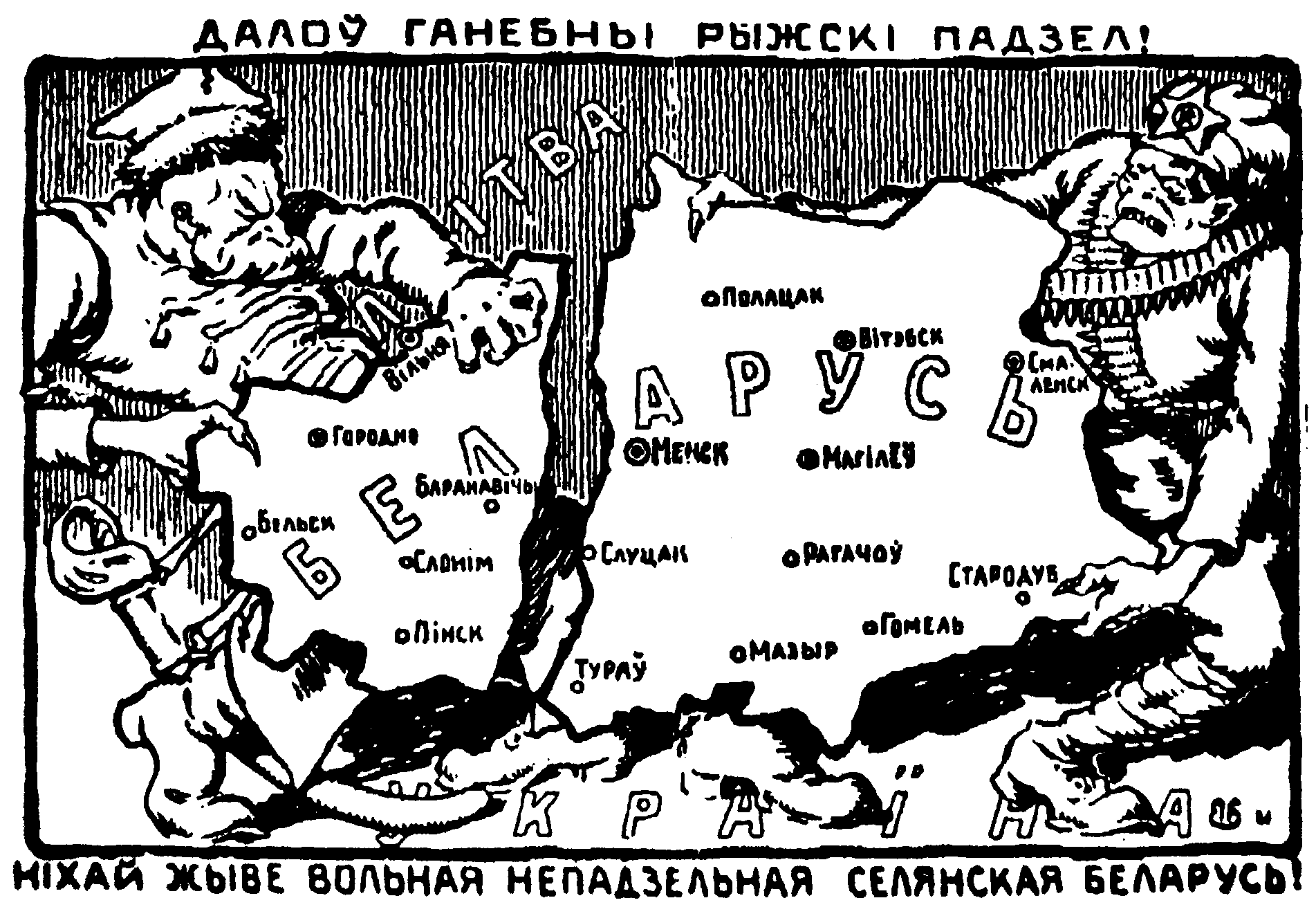
Białoruska karykatura krytykująca traktat ryski z 1921 r. – zachodnia Białoruś trafia w ręce Polaków

Zachodnia Białoruś (biał. Заходняя Беларусь, Zachodniaja Biełaruś, ros. Западная Белоруссия, Zapadnaja Biełorussija) – nazwa ziem, które uważane były przez władze sowieckie i środowiska białoruskie za ziemie historycznie i etnicznie białoruskie, a które w wyniku traktatu ryskiego z 1921 roku znalazły się w składzie II Rzeczypospolitej. Nazwa używana była dla przeciwwagi wobec Wschodniej Białorusi – tj. Białoruskiej Socjalistycznej Republiki Radzieckiej w jej granicach sprzed 2 listopada 1939 roku. Obecnie w polskiej historiografii, oprócz tej nazwy, stosuje się określenia: ziemie północno-wschodnie II Rzeczypospolitej, tzw. Białoruś Zachodnia, lub szerzej Kresy Wschodnie. Zarówno granice obszaru, jak i jego nazwa pozostają przedmiotem kontrowersji, budząc wiele emocji i wywołując dyskusje wśród białoruskich i polskich historyków.

## Nazwa
Termin Zachodnia Białoruś został po raz pierwszy użyty w latach 20. XX wieku. Zdaniem polskiej badaczki Aleksandry Bergman powstał on w 1923 roku, w środowiskach komunistycznych, wraz z utworzeniem Komunistycznej Partii Zachodniej Białorusi. Pomysłodawcą nazwy miał być Karol Radek, polityk bolszewicki. Przeciwnego zdania był prof. Iwan Koukiel, białoruski historyk z Grodna, zdaniem którego nazwa powstała wcześniej, już jesienią 1920 roku i nie miała żadnego związku z ruchem komunistycznym. Władze sowieckie jeszcze w czasie trwania II wojny światowej odstąpiły od używania nazwy Zachodnia Białoruś, zastępując ją określeniem zachodnie obwody Białoruskiej SRR, co miało na celu podkreślenie jedności Republiki. Określenie takie używane było m.in. w dokumentach KPZR.
W Polsce Ludowej w latach 1945–1989 zarówno władze, jak i ówcześni historycy w swoich pracach powszechnie używali terminu Zachodnia Białoruś, z przyczyn politycznych unikając innych określeń, przede wszystkim takich, jak Kresy Wschodnie. Związane było to z niemożnością podejmowania krytyki polityki prowadzonej przez Związek Radziecki. Sytuacja zmieniła się w wyniku transformacji ustrojowych na początku lat 90. XX wieku w Polsce i na Białorusi. W lutym 1993 roku polski historyk z Białegostoku, Jan Jerzy Milewski, w czasie Wszechbiałoruskiej Konferencji Historyków, zaproponował termin ziemie północno-wschodnie II Rzeczypospolitej. Zwolennikiem tej nazwy był także historyk prof. Tomasz Strzembosz. Argumentował on, że nie należy używać określenia Kresy Wschodnie, ponieważ, jego zdaniem, nie były one żadnymi „kresami”, lecz samym centrum, sercem państwa polskiego.
Termin zaproponowany przez Jana Milewskiego spotkał się z dezaprobatą części historyków białoruskich. Profesor Uładzimir Michniuk z Mińska skomentował w 2004 roku dorobek polskiej historiografii dotyczącej Zachodniej Białorusi następująco:

Historycy polscy w przedstawieniu tych kwestii odstępują od zasad obiektywizmu i historyzmu i, z politycznych i ideologicznych względów, pojęcie "Zachodnia Białoruś" zastępują pojęciem "ziemie północno-wschodnie II Rzeczypospolitej", istotnie zmniejszając dane o białoruskim terytorium przyłączonym do Polski zgodnie z traktatem ryskim.

Polski historyk Krzysztof Jasiewicz uważa, że nazwy zachodnia Białoruś i zachodnia Ukraina wprowadzono jako określenie obszarów działalności Komunistycznej Partii Zachodniej Białorusi i Komunistycznej Partii Zachodniej Ukrainy – autonomicznych organizacji w ramach Komunistycznej Partii Polski. Proponuje, aby, w przypadku używania tych terminów, pisać je w cudzysłowie lub zaopatrywać w przedrostek „tzw.”, celem podkreślenia ich politycznego pochodzenia.

## Terytorium

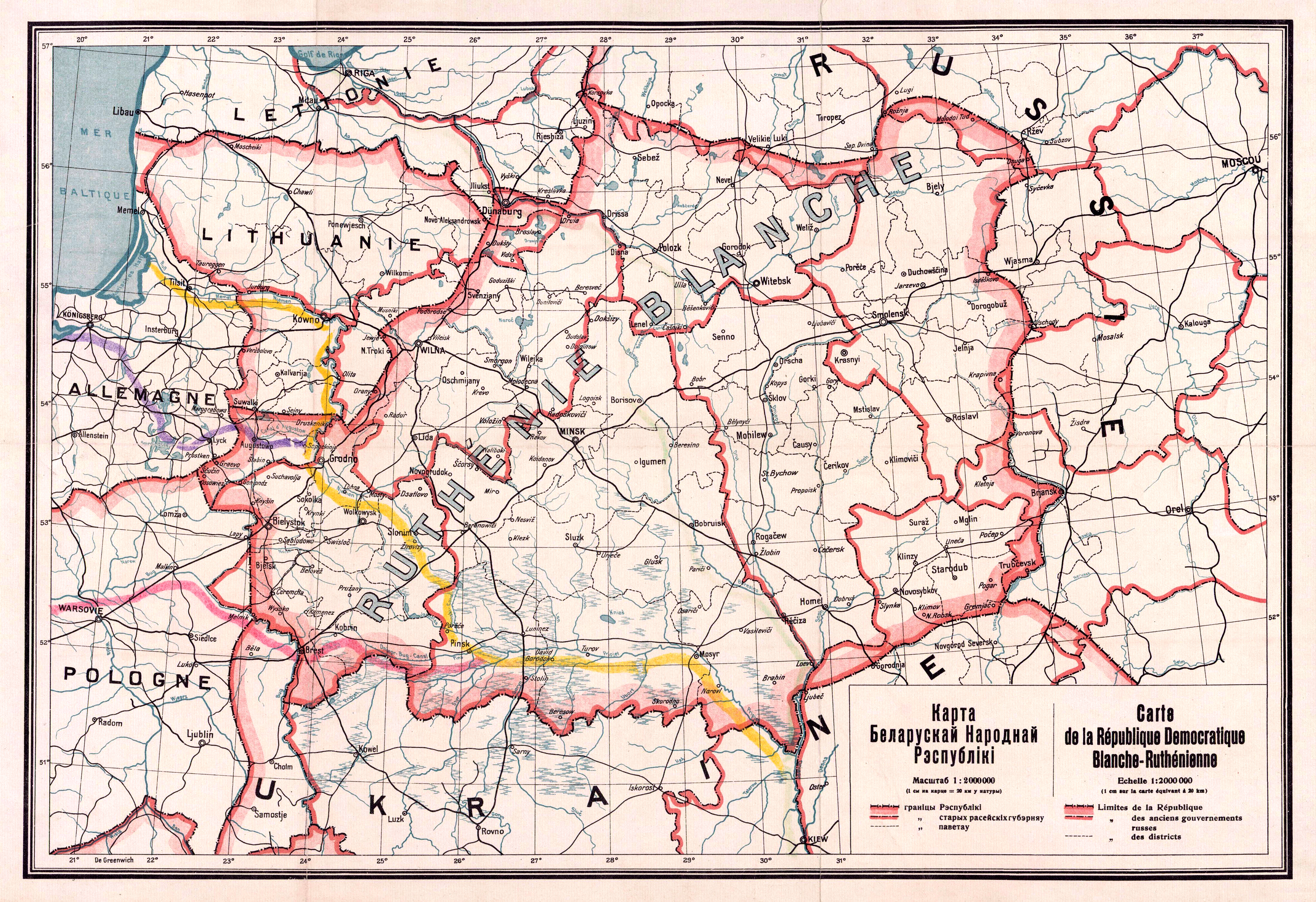
Postulowane w 1919 roku przez rząd emigracyjny Białoruskiej Republiki Ludowej hipotetyczne granice Białorusi obejmujące m.in. Białystok i Wilno

Zdaniem prof. Iwana Koukiela, nazwa Zachodnia Białoruś oznaczała w 1920 roku ziemie białoruskie należące wcześniej do guberni grodzieńskiej i wileńskiej Imperium Rosyjskiego. Pierwsze wydanie Wielkiej Sowieckiej Encyklopedii z 1929 roku do Zachodniej Białorusi zaliczało terytoria byłych guberni grodzieńskiej i mińskiej oraz część guberni wileńskiej wraz z miastem Wilno. W lutym 1949 roku Biuro Polityczne KC KPZR uznało, że encyklopedia ma poważne niedociągnięcia oraz zawiera teoretyczne i polityczne błędy. Biuro poleciło opracować wydanie drugie, w którym Wilna i Wileńszczyny nie zaliczano już do Zachodniej Białorusi. Główną przyczyną zmiany była chęć niezrażania Litwinów, których kraj wraz z Wilnem znalazł się po II wojnie światowej w granicach ZSRR.
Alaksandr Adamkowicz z Towarzystwa Kultury Białoruskiej na Litwie mianem białoruskich ziem włączonych do Polski 18 marca 1921 roku określił obszar o powierzchni 100 000 km², obejmujący powiaty: brzeskolitewski, białostocki, kobryński, prużański, wołkowyski i słonimski dawnej guberni grodzieńskiej Imperium Rosyjskiego, powiaty: dziśnieński i wilejski dawnej guberni wileńskiej, oraz część powiatów mińskiego litewskiego i słuckiego.
Jan Milewski zaproponował, aby mianem ziem północno-wschodnich II Rzeczypospolitej (odpowiednikiem terminu Zachodnia Białoruś) określać terytorium trzech województw tego kraju – nowogródzkiego, poleskiego i wileńskiego, a także powiatów grodzieńskiego i wołkowyskiego województwa białostockiego. Zdaniem polskiego historyka dr hab. Marka Wierzbickiego, pod pojęciem ziem północno-wschodnich rozumiano najczęściej ten sam obszar, który określił Jan Milewski, ale bez dwóch powiatów województwa poleskiego: koszyrskiego i sarneńskiego (ten drugi wchodził w skład woj. poleskiego tylko do 1930 r.). Jednocześnie, Wierzbicki podkreśla, że Białorusini zamieszkiwali także powiaty: sokólski, bielski i białostocki województwa białostockiego.
Od napaści ZSRR na Polskę 17 września 1939 roku do 2 listopada 1939 roku Zachodnia Białoruś istniała jako sztuczny, formalnie odrębny byt państwowy pod faktyczną kontrolą Związku Radzieckiego. Początkowo jej terytorium obejmowało całą północną część obszaru II Rzeczypospolitej zajętego przez Sowietów na mocy paktu Ribbentrop–Mołotow, łącznie z Białostocczyną i Łomżą na wschodnim Mazowszu. 10 października 1939 władze sowieckie zmniejszyły jej obszar w wyniku przekazania Republice Litwy rejonu Wilna i Oran oraz wąskiego pasa ziemi ciągnącego się w stronę Święcian. 2 listopada 1939 Zachodnia Białoruś oficjalnie weszła w skład Białoruskiej SRR. 6 listopada 1940 roku została zmniejszona po raz kolejny w wyniku przekazania Litewskiej SRR rejonu Druskienik oraz ziem na wschód od Święcian.
W 1945 roku, w wyniku konferencji jałtańskiej, Białostocczyzna została zwrócona Polsce. Od tego czasu mianem Zachodniej Białorusi określa się zwykle dawne terytoria II Rzeczypospolitej, które po II wojnie światowej znalazły się w granicach Białoruskiej SRR, a następnie niepodległej Białorusi.

### Stolica
Za nieformalną stolicę Zachodniej Białorusi uważano w przeszłości Wilno i, w mniejszym stopniu, Białystok. W pierwszym wydaniu Wielkiej Sowieckiej Encyklopedii z 1929 roku, w haśle dotyczącym Zachodniej Białorusi, Wilno nazwane jest handlowo-przemysłowym i kulturalnym centrum kraju, zaś Białystok – miastem przemysłu fabrycznego. Drugie wydanie encyklopedii nie określa już Wilna jako leżącego na Zachodniej Białorusi. Formalnie miasto to wchodziło w skład marionetkowego tworu państwowego Zachodnia Białoruś od 19 września 1939 roku (kiedy zostało zajęte przez Armię Czerwoną) do 10 października 1939 roku (kiedy zostało przekazane Litwie).
Władze sowieckie na tymczasową „stolicę” Zachodniej Białorusi wybrały Białystok – to tam miało miejsce w dniach 28–30 października 1939 roku Zgromadzenie Ludowe Zachodniej Białorusi, na którym podjęto decyzję o zjednoczeniu z Białoruską SRR.
Obecnie nadal wielu historyków uważa Wilno za historyczną stolicę Zachodniej Białorusi.

## Skład etniczny
Ziemie północno-wschodnie II Rzeczypospolitej charakteryzowały się zróżnicowanym składem etnicznym. Zamieszkiwali je przede wszystkim Białorusini, Polacy i Żydzi, w niewielkim stopniu także Litwini, Niemcy, Rosjanie itp. Polacy dominowali w części północno-zachodniej regionu, Białorusini zaś na wschodzie i południu. Według tezy Alfonsa Krysińskiego i Wiktora Ormickiego, terytorium zamieszkane przez ludność białoruską można było podzielić na trzy obszary:
- zwarty obszar białoruski – powiaty: nowogródzki, baranowicki, słonimski, nieświeski, kosowski, łuniniecki, stoliński bez gminy Derewna, oraz z powiatu wołkowyskiego gminy: Zelwa, Zelzin, Sławatycze, Łysków, Podorosk i Międzyrzecz;
- zwarty obszar białorusko-polski – powiaty województwa wileńskiego: brasławski, dziśnieński, wilejski i oszmiański, a także powiaty województwa białostockiego: wołkowyski (bez gmin należących do zwartego obszaru białoruskiego), bielski, grodzieński, sokólski; na tych terenach prawosławna ludność białoruska zamieszkiwała jedynie tereny wiejskie;
- mieszany obszar białorusko-ukraiński – południowa część województwa poleskiego, będąca pasem granicznym między zwartym obszarem białoruskim i ukraińskim[10].

Część ludności miejscowej miała nie do końca ukształtowaną świadomość narodową, określając się mianem tutejszych bez podawania narodowości. Niektórzy mieszkańcy Polesia identyfikowali się też z odrębną grupą etniczną – Poleszukami. Ludność żydowska tworzyła skupiska w dużych i średnich miastach. Powszechny spis ludności, przeprowadzony w Polsce w 1921 roku, wykazał w tej części kraju następującą strukturę ludności:
- województwo białostockie – 1 305 284 mieszkańców, w tym 1 004 370 (76,9%) Polaków, 119 392 (9,1%) Białorusinów, 162 912 (12,5%) Żydów, 7019 (0,5%) Rosjan, 6872 (0,5%) Litwinów, 4 117 (0,3%) Niemców, 0,2% innych[13];

- województwo nowogródzkie – 822 106 mieszkańców, w tym 443 701 (54%) Polaków, 310 152 (37,7%) Białorusinów, 56174 (6,8%) Żydów, 9801 (1,2%) Litwinów, 0,3% innych[14];

- województwo poleskie – 880 898 mieszkańców, w tym 375 220 (42,6%) Białorusinów, 214 052 (24,3%) Polaków, 156 142 (17,7%) Rusinów, 91 251 (10,4%) Żydów, 38 565 (4,4%) tutejszych, miejscowych, Poleszuków i ruskich, 4 303 (0,5%) Rosjan, 0,1% innych[15];

- Ziemia Wileńska (jedynie 4 powiaty: brasławski, duniłowicki, dziśnieński i wilejski; bez m.in. Litwy Środkowej) – 476 164 mieszkańców, w tym 225 326 (47,3%) Białorusinów, 222 065 (46,6%) Polaków, (3,9%) 18 496 Żydów, 6598 (1,4%) Litwinów, 3132 (0,7%) Rosjan, 0,1% innych[16].

Spis ten budził jednak wątpliwości, zarówno historyków przed- jak i powojennych. Kontrowersje dotyczyły przeprowadzonej statystyki narodowościowej, której zarzucano zaniżenie liczebności mniejszości narodowych na ziemiach wschodnich. Według wyników spisu liczba ludności białoruskiej wynosiła 1,035 miliona osób, natomiast, zdaniem Janusza Żarnowskiego, w rzeczywistości na całym terenie II Rzeczypospolitej mieszkało wówczas 1,7 miliona Białorusinów. Jeszcze wyższą liczbę podaje prof. Jerzy Tomaszewski, według którego tylko w czterech województwach północno-wschodnich II RP mieszkało co najmniej 1,95 miliona Białorusinów, w tym w województwie poleskim 654 tys., nowogródzkim 616 tys., wileńskim 404 tys. i białostockim 269 tys.
Dr hab. Marek Wierzbicki, na podstawie spisu powszechnego z 1931 roku określił następujący skład etniczny ziem północno-wschodnich II RP: Białorusini 1 787,8 tys. (47,6%), Polacy 1 351 tys. (36,0%), Żydzi 352,7 tys. (9,4%), Rosjanie 90,1 tys. (2,4%), Litwini 76,0 tys. (2,0%), Ukraińcy 49,5 tys. (1,2%), inne narodowości 52,4 tys. (1,4%). Należy podkreślić, że historyk ten zaliczył do Polaków wyłącznie osoby, które zadeklarowały język polski jako rodzimy, a zarazem były wyznania katolickiego. Osoby innych wyznań nie zostały zaliczone do Polaków.
Całkowicie odmienne informacje dotyczące składu etnicznego Zachodniej Białorusi podaje Alaksandr Adamkowicz z Towarzystwa Kultury Białoruskiej na Litwie. Jego zdaniem, w 1908 roku obszar ten zamieszkany był w 80-82% przez Białorusinów, natomiast Polacy stanowili znikomą mniejszość, nie przekraczającą 5%. Adamkowicz nie podaje jednak źródła tych danych, co znacząco obniża ich wiarygodność.
II wojna światowa i okres powojenny przyniosły głębokie zmiany narodowościowe na Zachodniej Białorusi. Okres sowieckiej (1939–1941) i niemieckiej (1941–1944) okupacji przyspieszył proces krystalizowania się świadomości narodowej wśród tutejszych. Polityka władz okupacyjnych i konfrontacja różnych narodowych partyzantek wymuszała na nich opowiedzenie się za jedną ze „stron” poprzez identyfikację z jednym z narodów. W czasie okupacji niemieckiej, w wyniku masowej eksterminacji, zniszczeniu uległa niemal całkowicie ludność żydowska, natomiast w pierwszych latach po wojnie, władze sowieckie zmusiły do opuszczenia swych domów i przeprowadzki w nowe granice Polski większości Polaków.
Współcześnie Zachodnia Białoruś zamieszkana jest w większości przez Białorusinów. Ok. 25-procentowa mniejszość polska żyje w obwodzie grodzieńskim.

## Historia

### Białoruś w dobie wojny polsko-bolszewickiej
W czasie wojny polsko-bolszewickiej na wyższych szczeblach władzy w Polsce dyskutowano o losach ziem Litwy i Białorusi. W grę wchodziły dwie koncepcje: federalistyczna i aneksjonistyczna. Według Józefa Piłsudskiego w charakterze centrum polskości na tych ziemiach miało występować Wilno, natomiast Mińsk pełniłby funkcję ośrodka kulturowego Białorusinów. Naczelnik Państwa opowiadał się za ustępstwami w kwestii kultury białoruskiej, nie podejmował się jednak wszczęcia żadnych działań w zakresie utworzenia państwowości białoruskiej. Już w czasie wojny niższe warstwy społeczeństwa białoruskiego zraziły się polityki odrodzonej Polski wobec tych ziem. Na plan pierwszy wysunęły się antagonizmy religijne, narodowościowe i kulturowe.
Na początku 1920 roku toczyły się rokowania polsko-radzieckie o losy ziem litewskich, białoruskich i ukraińskich. Polacy domagali się zwrotu ziem sprzed rozbiorów. W marcu 1920 roku miały miejsce rokowania polsko-białoruskie w Mińsku. Białorusini żądali niepodległości. W noc 21/22 kwietnia 1920 roku Piłsudski zawarł układ z Symonem Petlurą, co oznaczało wznowienie działań wojennych z Rosją. Natarcie wojsk radzieckich na siły polskie spowodowało wycofanie się Polaków za linię Bug–Narew. Na zajętych terenach białoruskich 1 sierpnia 1920 roku proklamowano Białoruską Socjalistyczną Republikę Radziecką. Od sierpnia 1920 roku do marca 1921 roku odbyły się kolejno w Baranowiczach, Mińsku i Rydze obrady pokojowe z udziałem delegacji polskiej. Trzy dni po „buncie” Lucjana Żeligowskiego – 12 października 1921 roku – Polska z jednej strony, Rosyjska FSRR i Ukraińska SRR z drugiej podpisały rozejm, na mocy którego Zachodnia Białoruś weszła w skład II Rzeczypospolitej. Białoruś środkowa i wschodnia znalazła się w granicach Kraju Rad.

### W składzie II Rzeczypospolitej (1919–1939)

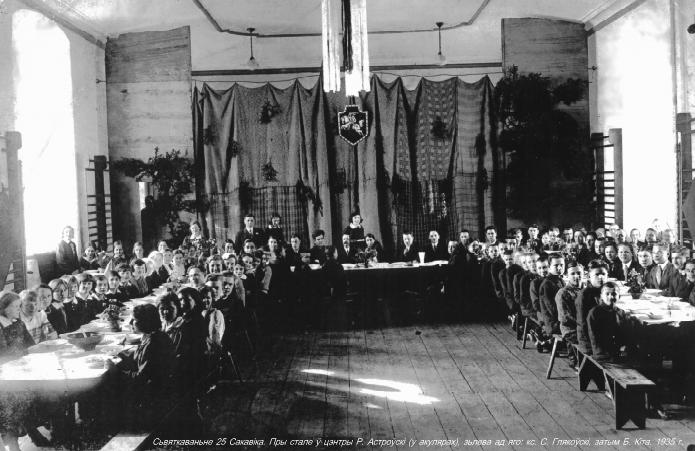
Świętowanie rocznicy proklamowania Białoruskiej Republiki Ludowej w Gimnazjum Białoruskim w Wilnie, 1935 rok

Zdaniem Eugeniusza Mironowicza, na ziemiach północno-wschodnich II Rzeczypospolitej panowały stosunki społeczne zbliżone do kolonialnych. Większość ziemi i zasobów należało do ograniczonej liczebnie klasy ziemian, zazwyczaj Polaków, podczas gdy chłopi, zwykle Białorusini, funkcjonowali w ubóstwie. Ponad 90% Białorusinów zajmowało się rolnictwem, zarazem 77,6% było analfabetami, co prowadziło do ich społecznego upośledzenia. Praktycznie nie istniało białoruskie drobnomieszczaństwo i burżuazja, inteligencja było natomiast bardzo nieliczna i miała znikomy wpływ na świadomość szerszych mas Białorusinów. Wraz z umacnianiem się polskich struktur państwowych na Kresach Wschodnich następowała likwidacja białoruskiej oświaty, burzenie i odbieranie cerkwi prawosławnych i represje wobec osób podejrzanych o sprzyjanie ruchowi komunistycznemu. W wyniku zwycięstwa endeckiej koncepcji polityki narodowościowej, władze polskie zaczęły prowadzić polonizację ludności miejscowej. Jednak ze względu na niestabilność władz centralnych w warunkach rządów parlamentarnych (1921–1926), nie prowadzono wówczas spójnej, systematycznej polityki wobec Kresów, a większość decyzji podejmowanych było przez administrację lokalną, zdominowaną przez Polaków, często przysyłanych z centralnej części kraju, bez znajomości lokalnych warunków i realizujących głównie oczekiwania miejscowego polskiego ziemiaństwa. Na mocy ustawy z 20 grudnia 1920 roku na Zachodnią Białoruś sprowadzono grupę kilkudziesięciu tysięcy polskich kolonizatorów (głównie byłych żołnierzy i oficerów), którzy m.in. objęli stanowiska we władzach niższego szczebla. Ich obecność miała wzmocnić powiązanie tych ziem z Polską, faktycznie jednak doprowadziła do pogłębienia napięć na tle narodowościowym. Pod wpływem krytyki stronnictw politycznych i prasy, Sejm przerwał akcję osadnictwa wojskowego 24 marca 1924 roku. Później jednak został on wznowiony.
Białorusini z Zachodniej Białorusi przyjęli niejednoznacznie polską władzę na Kresach. Białoruski Komitet Polityczny z Bronisławem Taraszkiewiczem na czele podjął współpracę z władzami w przekonaniu, że białoruskie interesy mogą być realizowane przy użyciu demokratycznych mechanizmów państwa polskiego. Przeciwnego zdania był emigracyjny rząd Białoruskiej Republiki Ludowej i białoruskie środowiska lewicowe, które uznały traktat ryski za traktat rozbiorowy. Od jesieni 1921 r. na Zachodniej Białorusi zaczęły się pojawiać antypolskie grupy partyzanckie, które przeprowadzały ataki na posterunki policji, pociągi, sklepy itp. Do 1923 roku otrzymywały one finansowe i materialne wsparcie ze strony Litwy, a następnie Związku Radzieckiego. Największa liczba antypolskich wystąpień na ziemiach północno-wschodnich miała miejsce w roku 1924. Między innymi do walki z nimi utworzono Korpus Ochrony Pogranicza o nadzwyczajnych pełnomocnictwach. Schwytani partyzanci zwykle skazywani byli na śmierć. Przez sąd trafiały dziesiątki osób podejrzewanych o udział w antypolskim spisku, m.in., w maju 1923 roku, dwóch posłów na Sejm – Sergiusz Baran i Szymon Jakowiuk.
W 1923 roku rząd Władysława Sikorskiego zlecił przygotowanie raportu o sytuacji mniejszości białoruskiej. W lipcu 1924 roku Sejm uchwalił ustawę o szkołach dwujęzycznych. Powstało ich jednak bardzo niewiele – po roku obowiązywania istniały tylko 3 szkoły z wykładowym językiem białoruskim (razem 425 uczniów) i 19 dwujęzycznych (1683 uczniów). Potrzeby były o wiele większe – białoruskojęzycznych dzieci uczęszczających do szkół publicznych było ok. 125 tysięcy.
W 1925 roku niektórzy białoruscy posłowie na Sejm RP utworzyli lewicowe ugrupowanie polityczne Białoruska Włościańsko-Robotnicza Hromada, które żądało prawa do samostanowienia dla Białorusinów w rozumieniu bolszewickim to znaczy przyłączenia do Białoruskiej Socjalistycznej Republiki Radzieckiej, a jednocześnie zajmowało się działalnością kulturalno-oświatową na ziemiach północno-zachodnich. Organizacja stała się tam szczególnie popularna po przewrocie majowym 1926 roku. W nocy z 14 na 15 stycznia 1927 roku przywódcy partii, a zarazem posłowie na Sejm RP zostali aresztowani z pogwałceniem prawa i immunitetu. Decyzja o ich uwięzieniu została jednak wkrótce zaakceptowana przez większość sejmową, a partia BW-RH zdelegalizowana.
Ziemie północno-zachodnie II Rzeczypospolitej były obszarem działania, utworzonej w 1923 roku z inicjatywy władz sowieckich, Komunistycznej Partii Zachodniej Białorusi. Partia stanowiła sekcję Komunistycznej Partii Polski, była nielegalna, w pełni zależna od Międzynarodówki Komunistycznej i finansowana przez ZSRR. Negowała istnienie państwa polskiego. Prowadziła na Zachodniej Białorusi szeroko zakrojoną propagandę komunistyczną, prosowiecką i antypolską. Szczególnie popularna stała się wśród białoruskich chłopów. Starała się infiltrować inne białoruskie organizacje, przez co były one masowo likwidowane przez władze polskie. W efekcie w 1937 roku białoruskie życie narodowe w II Rzeczypospolitej praktycznie zamarło. W 1938 roku KPZB została zlikwidowana przez Komintern, a jej przywódy przebywający z ZSRR zostali oskarżeni o współpracę z polskim wywiadem.
Zaraz po przewrocie majowym w 1926 roku nastąpiła pewna liberalizacja wobec białoruskojęzycznej oświaty. Nowe, sanacyjne władze przyjęły politykę tzw. asymilacji państwowej, polegającej na zapewnieniu mniejszościom narodowym swobody rozwoju oświaty i kultury, przy jednoczesnym wymaganiu lojalności wobec państwa polskiego w kwestiach politycznych. W ramach tej polityki otwierano nowe białoruskojęzyczne szkoły, wprowadzono naukę języka białoruskiego na niektórych wyższych uczelniach. W latach 30. odstąpiono jednak od polityki asymilacji państwowej na rzecz asymilacji narodowej, której celem była polonizacja mniejszości narodowych, co wydawało się zadaniem szczególnie łatwym wobec Białorusinów, którzy nie mieli wówczas w pełni ukształtowanej świadomości narodowej. Przyczyną zmiany polityki była także stopniowa ewolucja sanacji z ideologii państwowej do ideologii nacjonalistycznej. Do wybuchu II wojny światowej władze polskie prowadziły systematyczną politykę asymilacji i polonizacji ludności białoruskiej na Zachodniej Białorusi. Zamykano i tak nieliczne białoruskojęzyczne szkoły; kontynuowano proces kolonizacji przez polskich wojskowych; białoruskich księży katolickich wysyłano do centralnej Polski, a w ich miejsce sprowadzano Polaków; usiłowano uczynić cerkiew prawosławną narzędziem polonizacji, m.in. wprowadzając język polski do liturgii i kazań czy też zmuszając do śpiewania w świątyniach polskich pieśni patriotycznych.

### Okres „pierwszych sowietów” (1939–1941)

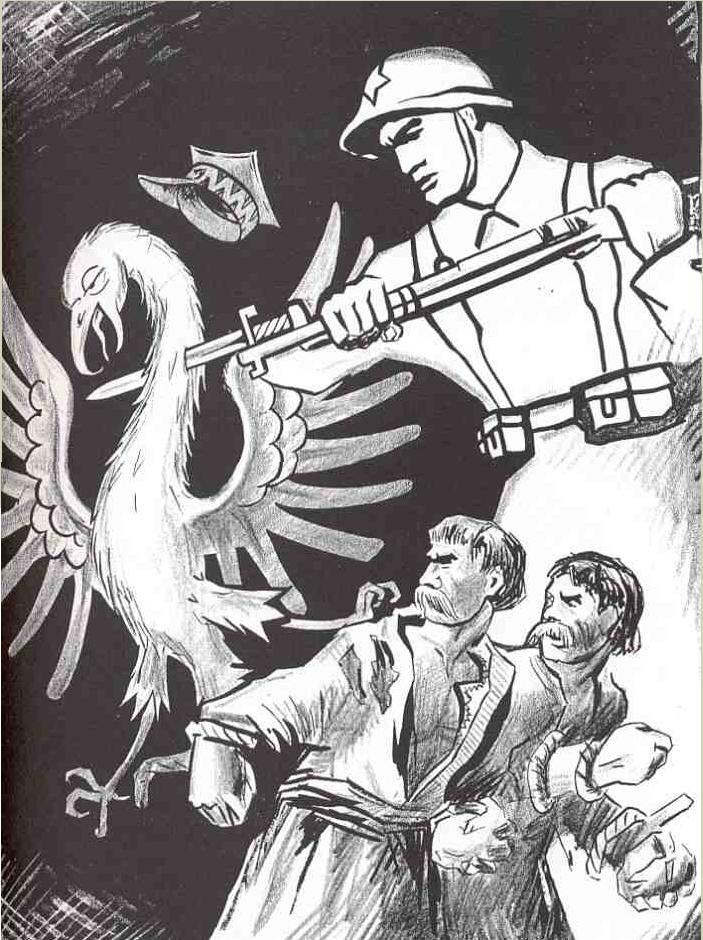
Sowiecki antypolski plakat propagandowy z 1939 r.

W wyniku paktu Ribbentrop–Mołotow i sowieckiej napaści na Polskę 17 września 1939 roku, ziemie północno-wschodnie II Rzeczypospolitej, wraz z Białostocczyzną, Ziemią Łomżyńską i (na krótko) Wileńszczyzną, znalazły się jako Zachodnia Białoruś pod okupacją ZSRR. Reakcja na to wydarzenie ze strony jej mieszkańców była niejednorodna. Białorusini i Żydzi, zwłaszcza ci ubożsi, często witali wkraczające wojska sowieckie z entuzjazmem i radością, jako wyzwolicieli. Upadek polskiej władzy poparła także zamieszkała tam białoruska inteligencja i elita narodowa, jako szansę na zjednoczenie, w ich mniemaniu, białoruskich ziem. W wielu miejscach jednak uroczystości powitalne nie były spontaniczne, lecz zaplanowane i zaaranżowane przez miejscowych komunistów i sowieckich antypolskich dywersantów. Ludność narodowości polskiej, a także zamożniejsi Białorusini i Żydzi, w większości przypadków przyjmowali wojska sowieckie biernie lub z wrogością.
W początkowym okresie, po utracie kontroli przez administrację polską, a przed ustabilizowaniem się administracji sowieckiej, na całym tym obszarze dochodziło do licznych aktów przemocy, grabieży i samosądów skierowanych wobec ziemiaństwa, osadników, leśników i bogatszych chłopów. Miały one charakter klasowy i narodowościowy. Zdaniem m.in. historyka Marka Wierzbickiego, znaczny w nich udział brała ludność narodowości białoruskiej, także na terenach, na których liczebnie przeważała ludność polska. Uczestniczyli w nich także Żydzi i, sporadycznie, Polacy. Ofiarami najczęściej byli Polacy. Do masakry ludności polskiej dokonanej przez grupę białorusko-żydowską doszło m.in. we wsi Brzostowica Mała. Krzysztof Jasiewicz, zajmujący się problematyką strat polskiego ziemiaństwa, ocenił, że w okresie września i października 1939 roku z rąk Białorusinów poniosło śmierć prawie trzy razy więcej ziemian, niż z rąk Ukraińców.
22 października 1939 roku odbyły się wybory do utworzonego przez władze sowieckie Zgromadzenia Ludowego Zachodniej Białorusi. Kampania wyborcza i same wybory odbywały się w atmosferze terroru i masowych aresztowań. Głosować można było jedynie na wyznaczonych z góry kandydatów, członków partii komunistycznej lub bezpartyjnych, a w komisjach zasiadali umundurowani funkcjonariusze NKWD. Według sfałszowanych wyników, frekwencja wyniosła 96,7%, a na kandydatów promowanych przez Sowietów oddano 90% głosów. Wyłonione w ten sposób Zgromadzenie Ludowe obradowało w dniach 28–30 października 1939 roku w Białymstoku pod hasłem śmierć białemu orłowi. Zgromadzenie Ludowe wystąpiło z prośbą do Rady Najwyższej ZSRR o włączenie Zachodniej Białorusi w skład Białoruskiej SRR. 2 listopada 1939 r. Prezydium Rady Najwyższej ZSRR spełniło prośbę.
Mimo rozpowszechnianych przez władzę sowiecką haseł o oswobodzeniu ludności białoruskiej spod polskiego ucisku, miejscowi Białorusini tylko w niewielkim stopniu otrzymali możliwość współudziału w realnym zarządzaniu krajem. Do pracy w nowej administracji zachodnich obwodów BSRR kierowano głównie osoby ze wschodniej części Republiki, lub też narodowości niebiałoruskiej, z głębi ZSRR.
W okresie od roku 1940 do wybuchu wojny niemiecko-sowieckiej miały miejsce cztery fale masowych, politycznych deportacji w głąb Związku Radzieckiego. Dotknęły one wszystkich grup narodowych zamieszkujących północno-wschodnie tereny II RP, głównie Polaków.
- Pierwsza (10 lutego 1940 r.) – dotyczyła przede wszystkim osadników i leśników;
- Druga (w nocy z 12 na 13 kwietnia 1940 r.) – rodzin osób represjonowanych, organów karnych i społecznie niebezpiecznego elementu;
- Trzecia (czerwiec-lipiec 1940 r.) – uchodźców narodowości żydowskiej przybyłych z części Polski okupowanej przez III Rzeszę;
- Czwarta (rozpoczęta 19 czerwca 1941 r.) – różnych kategorii ludzi; kontynuowana mimo wybuchu trzy dni później wojny niemiecko-sowieckiej[20].

### Okupacja niemiecka (1941–1944)

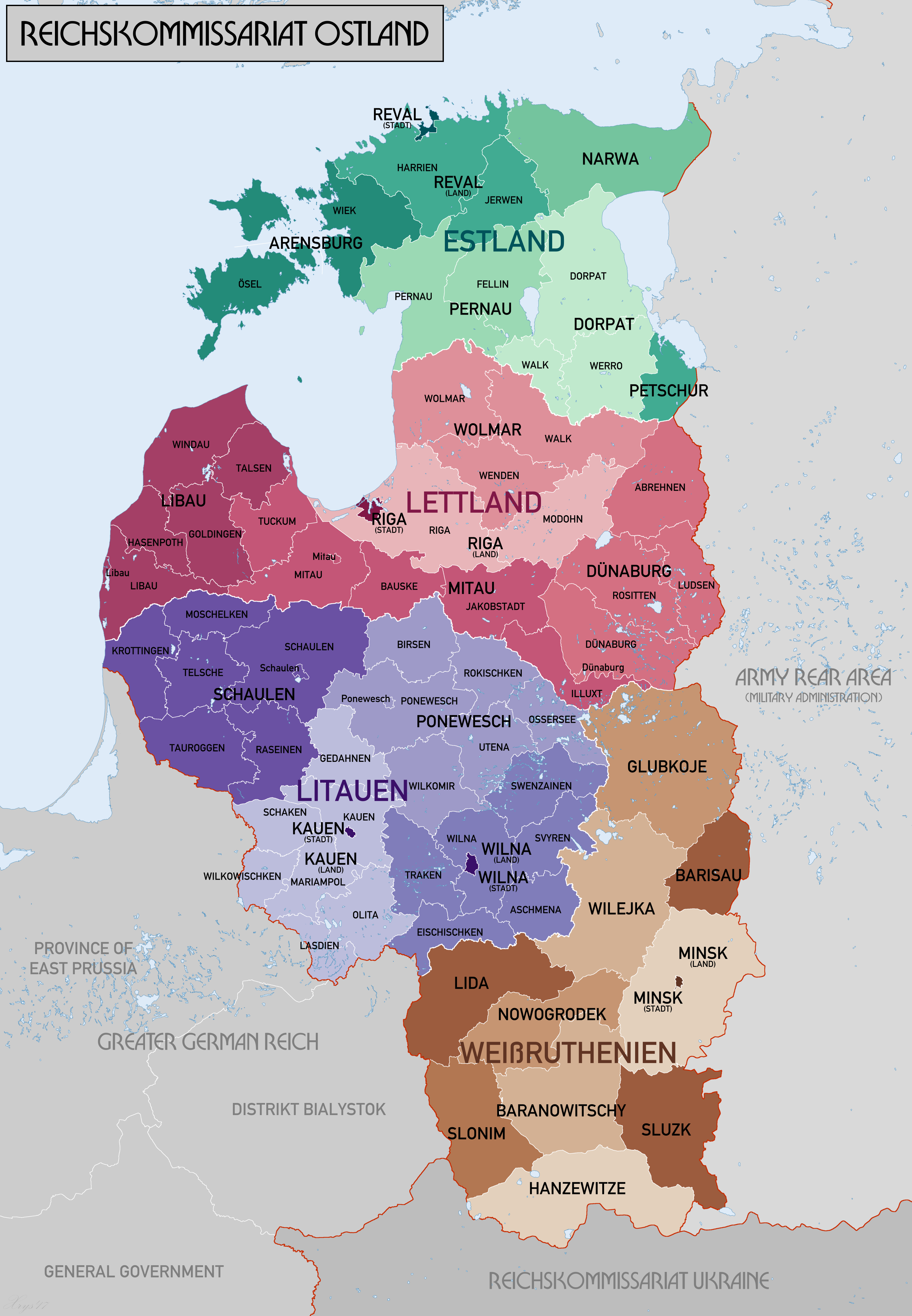
Komisariat Rzeszy Wschód

22 czerwca 1941 roku wojska niemieckie, atakując ZSRR, wkroczyły na teren Zachodniej Białorusi i opanowały ją prawie całkowicie do końca lipca. Jej dotychczasowe terytorium znalazło się w czterech różnych jednostkach administracyjnych Rzeszy. Były to: Okręg białostocki (podlegający Prusom Wschodnim), Komisariat Rzeszy Ukraina oraz Komisariaty Generalne: Białoruś i Litwa wchodzące w skład Komisariatu Rzeszy Wschód. Charakter niemieckiej okupacji tego obszaru znacząco różnił się w porównaniu ze wschodnią Białorusią, pozostającą pod administracją wojskową armii „Centrum”. Partyzantka sowiecka była tu słabsza niż na wschodzie, nie miała znaczącego poparcia społecznego ani dużych oddziałów. W konsekwencji, akcje pacyfikacyjne i odwetowe ze strony Niemców były ograniczone. Polityka okupacyjna była łagodniejsza; w jednym z raportów dotyczących stanu ziem Zachodniej Białorusi, sporządzonym przez Sowietów w 1944 roku, napisano:

Dobrze zachowały się rejony w pasie od granicy Związku Sowieckiego z 1939 roku na zachód (...). Niemcy prowadzili w tych rejonach bardziej ostrożną politykę okupacyjną. Nie odbierano bydła, mężczyźni w trakcie całego okresu wojny znajdowali się w domu. Podatki naturalne zbierali policjanci (...) Bezwzględne i brutalne zachowanie Niemców dotyczyło tylko tych rejonów Zachodniej Białorusi, gdzie aktywnie działał ruch partyzancki.

Z drugiej jednak strony, trwał tu konflikt polsko-sowiecki, który na Nowogródczyźnie przerodził się w wojnę pomiędzy Armią Krajową a sowiecką partyzantką. Dodatkowymi czynnikami były też podziemie ukraińskie i białoruski ruch narodowy, rozbudzony w Komisariacie Generalnym Białoruś. Niemieckie władze chętnie podsycały konflikty etniczne na okupowanych terenach. W rezultacie stosunki białorusko-polskie uległy zaostrzeniu, nie do tego stopnia jednak, jak miało to miejsce np. na Wołyniu między Polakami i Ukraińcami.
Na terenie ziem północno-wschodnich II Rzeczypospolitej, podobnie jak na innych okupowanych ziemiach, Niemcy prowadzili masową i systematyczną eksterminację ludności żydowskiej. Już w pierwszych dniach okupacji miały miejsce mordy dokonywane na Żydach przez niemieckie Grupy Operacyjne. Nie jest jasny udział miejscowej ludności nieżydowskiej w tym procederze. Historyk Andrzej Żbikowski na podstawie relacji żydowskich uciekinierów twierdzi, że na całym obszarze Kresów Wschodnich dochodziło do pogromów, w których z rąk ludności miejscowej zginęły tysiące Żydów. Jednak zdaniem białoruskich historyków, stosunki między ludnością białoruską i żydowską na Zachodniej Białorusi nie były napięte, a udziału Białorusinów w pogromach żydowskich nie potwierdzają także naoczni świadkowie.
W rezultacie niemieckiej okupacji ziem północno-zachodnich II RP, zagładzie uległa znaczna większość tamtejszych Żydów. Ci, którzy ocaleli, po zakończeniu II wojny światowej wyjechali w nowe granice Polski w ramach przymusowych wysiedleń lub też ukrywali swoje pochodzenie, zruszczając nazwiska i przyjmując rolę ludzi radzieckich.

### W składzie ZSRR (od 1944)
23 czerwca 1944 roku Armia Czerwona rozpoczęła operację Bagration – ofensywę przeciwko Niemcom na kierunku białoruskim. Już 1 lipca 1 Front Nadbałtycki wszedł na dawne terytorium II Rzeczypospolitej, w ciągu 10 dni zajmując 12 rejonów obwodu wilejskiego. W ciągu kolejnych miesięcy cały obszar Zachodniej Białorusi został ponownie zajęty przez wojska ZSRR. Odtwarzana na nim sowiecka administracja cywilna w większości złożona była z osób niemiejscowego pochodzenia, przede wszystkim z członków partyzantki komunistycznej. Np. w obwodzie grodzieńskim cała kadra administracyjna na szczeblu obwodowym i rejonowym składała się z byłych sowieckich partyzantów. Podobnie było w rejonowych oddziałach milicji, szczególnie w miejscowościach zamieszkanych przez ludność polską, gdzie były one złożone prawie wyłącznie z osób niemiejscowych. Częste były przypadki bezprawnego, brutalnego eksmitowania mieszkańców (zwłaszcza Polaków) z ich mieszkań i domów i zajmowania ich przez pracowników nowej administracji sowieckiej.

#### Powojenne narodowe antysowieckie ruchy oporu
Zachodnia Białoruś w latach powojennych był obszarem aktywnej działalności antysowieckich partyzantek narodowych: białoruskiej, litewskiej, polskiej i ukraińskiej. Ich wspólnym celem było zwalczanie władzy sowieckiej, zaś każdej z osobna – budowa lub odbudowa państw narodowych w oczekiwanych przez siebie granicach.
- Partyzantka białoruska wywodziła się ze środowisk niepodległościowych, głównie z kolaborującej z Niemcami Białoruskiej Partii Niepodległościowej. Nie miała szerokiego poparcia społecznego i była najsłabszą wśród partyzantek narodowych. Niektóre grupy, jako szkolone przez Niemców oddziały dywersyjno-wywiadowcze, desantowane były we wrześniu i listopadzie 1944 roku drogą lotniczą z Prus Wschodnich. Większość oddziałów została wyeliminowana przez NKWD w latach 1944–1945. W latach późniejszych białoruski ruch antysowiecki objawiał się w postaci odosobnionych, niewielkich grup konspiracyjnych, szybko likwidowanych przez sowietów[32]. Ostatnie udokumentowane przypadki jego działalności pochodzą z 1956 roku[33].

- Partyzantka litewska na terenie Zachodniej Białorusi działała od połowy lat 40. do początku 50. i była nieliczna. Białoruski badacz Ihar Wałachanowicz, na podstawie danych z archiwów KDB Białorusi ocenia ich liczebność na blisko tysiąc osób[34]. Litewscy partyzanci prowadzili wojnę przeciwko Sowietom przede wszystkim na terenie swojego kraju, jednak obszar ich aktywności sięgał także terenów Białorusi przygranicznych z Litwą. Były to głównie rejony: raduński i sopoćkiński obwodu grodzieńskiego, świrski i postawski obwodu mołodeczańskiego oraz rejon widzki obwodu połockiego. Sowieci zwalczali ich przede wszystkim poprzez infiltrację oddziałów przez agentów. W końcowym okresie swego istnienia, litewskie podziemie podejmowało współpracę z podziemiem polskim. Obie strony udzielały sobie schronienia, informowały o działaniach Sowietów itd[35].

- Partyzantka polska oparta była na strukturach Armii Krajowej. Na obszarze Zachodniej Białorusi najsilniejsza i najlepiej zorganizowana była w jej północno-zachodniej części, tzn. w białoruskiej części wileńszczyzny, okolicach Grodna, Nowogródka, Baranowicz. Zajmująca te tereny Armia Czerwona już w 1943 podjęła zwalczanie AK, a w późniejszym okresie, po kilku przypadkach współpracy, aresztowała jej kadrę dowódczą i rozbrajała żołnierzy. Część z nich zostało wcielonych do Armii Czerwonej i do 2 Armii Ludowego Wojska Polskiego. Niektóre oddziały jednak przetrwały i kontynuowały walkę. Nowi ochotnicy trafiali do nich z roczników ukrywających się w lasach przed poborem do Armii Czerwonej. Polskie oddziały otrzymywały często czynne lub bierne wsparcie ze strony mieszkańców miejscowości zamieszkanych przez ludność polską. Były one jednak stopniowo rozbijane przez siły sowieckie. Z czasem zaprzestały podejmować otwartą z nimi walkę, skupiając się na eliminacji sowieckich urzędników państwowych. Większość polskich oddziałów partyzanckich została wyeliminowana przez Sowietów do roku 1952[36].

- Partyzantka ukraińska (OUN-UPA), obok polskiej Armii Krajowej, był jednym z najsilniejszych i najlepiej zorganizowanych ruchów antysowieckich na Zachodniej Białorusi w pierwszych latach po II wojnie światowej. Zdaniem białoruskiego historyka Ihara Wałachanowicza, latem 1944 roku podziemie ukraińskie na Białorusi liczyło 12–14 tys. ludzi[34]. Jego struktury oparte były na wojskowej hierarchii. Dominowało na Polesiu, w południowej części Zachodniej Białorusi (część rejonów obwodu brzeskiego, pińskiego i poleskiego), gdzie miało poparcie ze strony miejscowej ludności. UPA nie dokonywała tam pogromów osób narodowości nie-ukraińskiej, jak to miało miejsce na Wołyniu. Odnosiła się umiarkowanie pozytywnie w stosunku do Białorusinów, negatywnie do Polaków (na tym obszarze nielicznych), Rosjan i Żydów. Jej głównymi wrogami byli Niemcy i Sowieci. Akcje bojowe podziemia ukraińskiego wymierzone były głównie w Armię Czerwoną, sowiecką administrację i osoby z nią współpracujące. Ostatnie oddziały OUN-UPA zostały rozbite przez Sowietów w lutym 1952 roku[37].